# Формула-1 — Гран-прі Іспанії 2022
Гран-прі Іспанії 2022 року (офіційно — Formula 1 Pirelli Gran Premio de España 2022) — автоперегони чемпіонату світу з Формули-1, які відбулися 22 травня 2022 року. Гонка була проведена на трасі Каталунья у Монмало (Барселона, Іспанія). Це шостий етап чемпіонату світу і шістдесят друге Гран-прі Іспанії в історії.
Переможцем гонки став пілот Ред Булл, нідерландець Макс Ферстаппен. Друге місце посів пілот Ред Булл Серхіо Перес, а на 3 місці фінішував британець Джордж Расселл. Шарль Леклер не зміг фінішувати через поломку боліда.
Чинним переможцем гонки був британець Льюїс Гамільтон, який у 2021 році виступав за Мерседес.

## Положення у чемпіонаті перед гонкою
| Місце   | Пілот               | Очки |
| ------- | ------------------- | ---- |
| 1       | Шарль Леклер        | 104  |
| 2       | Макс Ферстаппен     | 85   |
| 3       | Серхіо Перес        | 66   |
| 4       | Джордж Расселл      | 59   |
| 5       | Карлос Сайнс (мол.) | 53   |
| Джерело |                     |      |

| Місце   | Конструктор           | Очки |
| ------- | --------------------- | ---- |
| 1       | Феррарі               | 157  |
| 2       | Ред Булл - RBPT       | 151  |
| 3       | Мерседес              | 95   |
| 4       | Макларен - Мерседес   | 46   |
| 5       | Альфа Ромео - Феррарі | 31   |
| Джерело |                       |      |

## Розклад (UTC+2)
| Дата           | Подія           | Час           |
| -------------- | --------------- | ------------- |
| 20 травня 2022 | Вільний заїзд 1 | 15:00 - 16:00 |
| 20 травня 2022 | Вільний заїзд 2 | 18:00 - 19:00 |
| 21 травня 2022 | Вільний заїзд 3 | 14:00 - 15:00 |
| 21 травня 2022 | Кваліфікація    | 17:00 - 18:00 |
| 22 травня 2022 | Гонка           | 16:00 - 18:00 |
| Джерело        |                 |               |

## Шини
Під час гран-прі було дозволено використовувати шини Pirelli C2, C3 і C4 (hard, medium і soft).
| Hard | Medium | Soft |
| ---- | ------ | ---- |

## Вільні заїзди
3 гонщики дебютували під час першого вільного заїду: Нік де Фріс замість Александра Албона, Роберт Кубіца замість Чжоу Гуаньюя і Юрі Віпс замість Серхіо Переса.
| Сесія | Лідер        | Конструктор | Ш | Час      | Джерело |
| ----- | ------------ | ----------- | - | -------- | ------- |
| 1     | Шарль Леклер | Феррарі     | P | 1:19.828 | [ 8 ]   |
| 2     | Шарль Леклер | Феррарі     | P | 1:19.670 | [ 8 ]   |
| 3     | Шарль Леклер | Феррарі     | P | 1:19.772 | [ 8 ]   |

## Кваліфікація
| Місце                                       | №  | Пілот               | Конструктор             | Частина 1 | Частина 2 | Частина 3 | Старт |
| ------------------------------------------- | -- | ------------------- | ----------------------- | --------- | --------- | --------- | ----- |
| 1                                           | 16 | Шарль Леклер        | Феррарі                 | 1:19.861  | 1:19.969  | 1:18.750  | 1     |
| 2                                           | 1  | Макс Ферстаппен     | Ред Булл - RBPT         | 1:20.091  | 1:19.219  | 1:19.073  | 2     |
| 3                                           | 55 | Карлос Сайнс (мол.) | Феррарі                 | 1:19.892  | 1:19.453  | 1:19.166  | 3     |
| 4                                           | 63 | Джордж Расселл      | Мерседес                | 1:20.218  | 1:19.470  | 1:19.393  | 4     |
| 5                                           | 11 | Серхіо Перес        | Ред Булл - RBPT         | 1:20.447  | 1:19.830  | 1:19.420  | 5     |
| 6                                           | 44 | Льюїс Гамільтон     | Мерседес                | 1:20.252  | 1:19.794  | 1:19.512  | 6     |
| 7                                           | 77 | Вальттері Боттас    | Альфа Ромео - Феррарі   | 1:20.355  | 1:20.053  | 1:19.608  | 7     |
| 8                                           | 20 | Кевін Магнуссен     | Хаас - Феррарі          | 1:20.227  | 1:19.810  | 1:19.682  | 8     |
| 9                                           | 3  | Данієль Ріккардо    | Макларен - Мерседес     | 1:20.549  | 1:20.287  | 1:20.297  | 9     |
| 10                                          | 47 | Мік Шумахер         | Хаас - Феррарі          | 1:20.683  | 1:20.436  | 1:20.638  | 10    |
|                                             |    |                     |                         |           |           |           |       |
| 11                                          | 4  | Ландо Норріс        | Макларен - Мерседес     | 1:20.838  | 1:20.471  |           | 11    |
| 12                                          | 31 | Естебан Окон        | Альпін - Рено           | 1:20.880  | 1:20.638  |           | 12    |
| 13                                          | 22 | Юкі Цунода          | Альфа Таурі - RBPT      | 1:20.707  | 1:20.639  |           | 13    |
| 14                                          | 10 | П'єр Гаслі          | Альфа Таурі - RBPT      | 1:20.719  | 1:20.861  |           | 14    |
| 15                                          | 24 | Чжоу Гуаньюй        | Альфа Ромео - Феррарі   | 1:20.476  | 1:21.094  |           | 15    |
|                                             |    |                     |                         |           |           |           |       |
| 16                                          | 5  | Себастьян Феттель   | Астон Мартін - Мерседес | 1:20.954  |           |           | 16    |
| 17                                          | 14 | Фернандо Алонсо     | Альпін - Рено           | 1:21.043  |           |           | 17    |
| 18                                          | 18 | Ленс Стролл         | Астон Мартін - Мерседес | 1:21.418  |           |           | 18    |
| 19                                          | 23 | Александр Албон     | Вільямс - Мерседес      | 1:21.645  |           |           | 19    |
| 107% від часу лідера першої сесії: 1:25.451 |    |                     |                         |           |           |           |       |
| 20                                          | 6  | Ніколас Латіфі      | Вільямс - Мерседес      | 1:21.915  |           |           | 20    |
| Джерело:                                    |    |                     |                         |           |           |           |       |

## Гонка[9]
На 1 колі Кевін Магнуссен і Льюїс Гамільтон зіштовхнулися. Магнуссен виїхав на гравій, а Гамільтон пробив колесо.
На 2 колі Льюїс Гамільтон зробив піт-стоп. Йому поставили шини soft. Фернандо Алонсо вийшов на 15 місце.
На 4 колі Вальттері Боттас обігнав Міка Шумахера і вийшов на 6 місце.
На 6 колі Фернандо Алонсо обійшов Ленса Стролла і став 14-м, а його напарник Естебан Окон обігнав Міка Шумахера і став 7-м.
На 7 колі Карлос Сайнс помилився, заїхав у гравій і тим самим опустився на 11 місце.
На 9 колі Макс Ферстаппен заїхав у гравій.
На 10 колі Макс Ферстаппен повертається на 4 місце.
На 11 колі Серхіо Перес пропускає Макса Ферстаппена, і нідерландець стає 3-м.
На 16 колі у Макса Ферстаппена розпочинаються проблеми з DRS.
На 22 колі Шарль Леклер зробив піт-стоп. Йому поставили шини medium.
На 24 колі Макс Ферстаппен обганяє Джорджа Расселла, але британець стає швидшим на наступному повороті і залишає за собою 2 місце.
На 27 колі у Шарля Леклера виникають проблеми з потужністю боліда, і монегаск закінчує гонку. Першим стає Серхіо Перес, на другому місці йде Джордж Расселл, а на 3 Макс Ферстаппен.
На 32 колі П'єр Гаслі отримує 5-ти секундний штраф за зіткнення із Ленсом Строллом. Чжоу Гуаньюй закінчує гонку через проблеми з болідом.
На 37 колі Джордж Расселл заїжджає на піт-стоп, і на 2-е місце виходить Макс Ферстаппен.
На 38 колі Серхіо Перес заїжджає на піт-стоп, і на 1-е місце виходить Макс Ферстаппен.
На 41 колі Льюїс Гамільтон стає 6-м.
На 49 колі Серхіо Перес пропускає Макса Ферстаппена, і нідерландець стає 1-м.
| Місце                                                                             | №  | Пілот               | Конструктор             | Кола | Час/схід    | Старт | Про |
| --------------------------------------------------------------------------------- | -- | ------------------- | ----------------------- | ---- | ----------- | ----- | --- |
| 1                                                                                 | 1  | Макс Ферстаппен     | Ред Булл - RBPT         | 66   | 1:37:20.475 | 2     | 25  |
| 2                                                                                 | 11 | Серхіо Перес        | Ред Булл - RBPT         | 66   | +13.072     | 5     | 19  |
| 3                                                                                 | 63 | Джордж Расселл      | Мерседес                | 66   | +32.927     | 4     | 15  |
| 4                                                                                 | 55 | Карлос Сайнс (мол.) | Феррарі                 | 66   | +45.208     | 3     | 12  |
| 5                                                                                 | 44 | Льюїс Гамільтон     | Мерседес                | 66   | +54.534     | 6     | 10  |
| 6                                                                                 | 77 | Вальттері Боттас    | Альфа Ромео - Феррарі   | 66   | +59.976     | 7     | 8   |
| 7                                                                                 | 31 | Естебан Окон        | Альпін - Рено           | 66   | +1:15.397   | 12    | 6   |
| 8                                                                                 | 4  | Ландо Норріс        | Макларен - Мерседес     | 66   | +1:23.235   | 11    | 4   |
| 9                                                                                 | 14 | Фернандо Алонсо     | Альпін - Рено           | 65   | +1 коло     | 20    | 2   |
| 10                                                                                | 22 | Юкі Цунода          | Альфа Таурі - RBPT      | 65   | +1 коло     | 13    | 1   |
| 11                                                                                | 5  | Себастьян Феттель   | Астон Мартін - Мерседес | 65   | +1 коло     | 16    |     |
| 12                                                                                | 3  | Данієль Ріккардо    | Макларен - Мерседес     | 65   | +1 коло     | 9     |     |
| 13                                                                                | 10 | П'єр Гаслі          | Альфа Таурі - RBPT      | 65   | +1 коло     | 14    |     |
| 14                                                                                | 47 | Мік Шумахер         | Хаас - Феррарі          | 65   | +1 коло     | 10    |     |
| 15                                                                                | 18 | Ленс Стролл         | Астон Мартін - Мерседес | 65   | +1 коло     | 17    |     |
| 16                                                                                | 6  | Ніколас Латіфі      | Вільямс - Мерседес      | 64   | +2 кола     | 19    |     |
| 17                                                                                | 20 | Кевін Магнуссен     | Хаас - Феррарі          | 64   | +2 кола     | 8     |     |
| 18                                                                                | 23 | Александр Албон     | Вільямс - Мерседес      | 64   | +2 кола     | 18    |     |
| Ret                                                                               | 24 | Чжоу Гуаньюй        | Альфа Ромео - Феррарі   | 28   | Потужність  | 15    |     |
| Ret                                                                               | 16 | Шарль Леклер        | Феррарі                 | 27   | Потужність  | 1     |     |
| Найшвидше коло: Серхіо Перес (Ред Булл - RBPT) - 1:24.108, поставлений на 55 колі |    |                     |                         |      |             |       |     |
| Джерело:                                                                          |    |                     |                         |      |             |       |     |

## Положення у чемпіонаті після гонки
| Місце   | Пілот               | Очки |
| ------- | ------------------- | ---- |
| 1       | Макс Ферстаппен     | 110  |
| 2       | Шарль Леклер        | 104  |
| 3       | Серхіо Перес        | 85   |
| 4       | Джордж Расселл      | 74   |
| 5       | Карлос Сайнс (мол.) | 65   |
| Джерело |                     |      |

| Місце   | Конструктор           | Очки |
| ------- | --------------------- | ---- |
| 1       | Ред Булл - RBPT       | 195  |
| 2       | Феррарі               | 169  |
| 3       | Мерседес              | 120  |
| 4       | Макларен - Мерседес   | 50   |
| 5       | Альфа Ромео - Феррарі | 39   |
| Джерело |                       |      |